# Brünhild (keresztnév)
A Brünhild női név a Brunhilda alakváltozata

## Alakváltozatok
Brunhilda

## Gyakorisága
Az újszülötteknek adott nevek körében az 1990-es években szórványosan fordult elő. A 2000-es és a 2010-es években sem szerepelt a 100 leggyakrabban adott női név között.
A teljes népességre vonatkozóan a Brünhild sem a 2000-es, sem a 2010-es években nem szerepelt a 100 leggyakrabban viselt női név között.

## Névnapok
november 17.

## Híres Brünhildék
- Brünhilde frank királyné